# Circumambulatio
La circumambulazione (dal latino circumambulatio) è una pratica religiosa diffusa nel buddhismo, nell'induismo e nell'islam (e in passato praticata anche in talune cerimonie religiose precristiane) consistente nel passeggiare attorno a una persona o a un oggetto fisico o ideale.

## A Roma
A Roma, nel corso delle Lupercalia, che si tenevano il 15 febbraio, i Luperci giravano nudi intorno al Palatino, flagellando con cinghie ricavate dalla pelle delle bestie appena immolate le donne che incontravano. A tali battiture si sottoponevano volentieri soprattutto le donne sposate, ritenendo che esse procurassero, o quanto meno accrescessero, la loro fecondità (Tito Livio I, 5,1; Cicerone, Filippiche, 2,84).

## Buddhismo

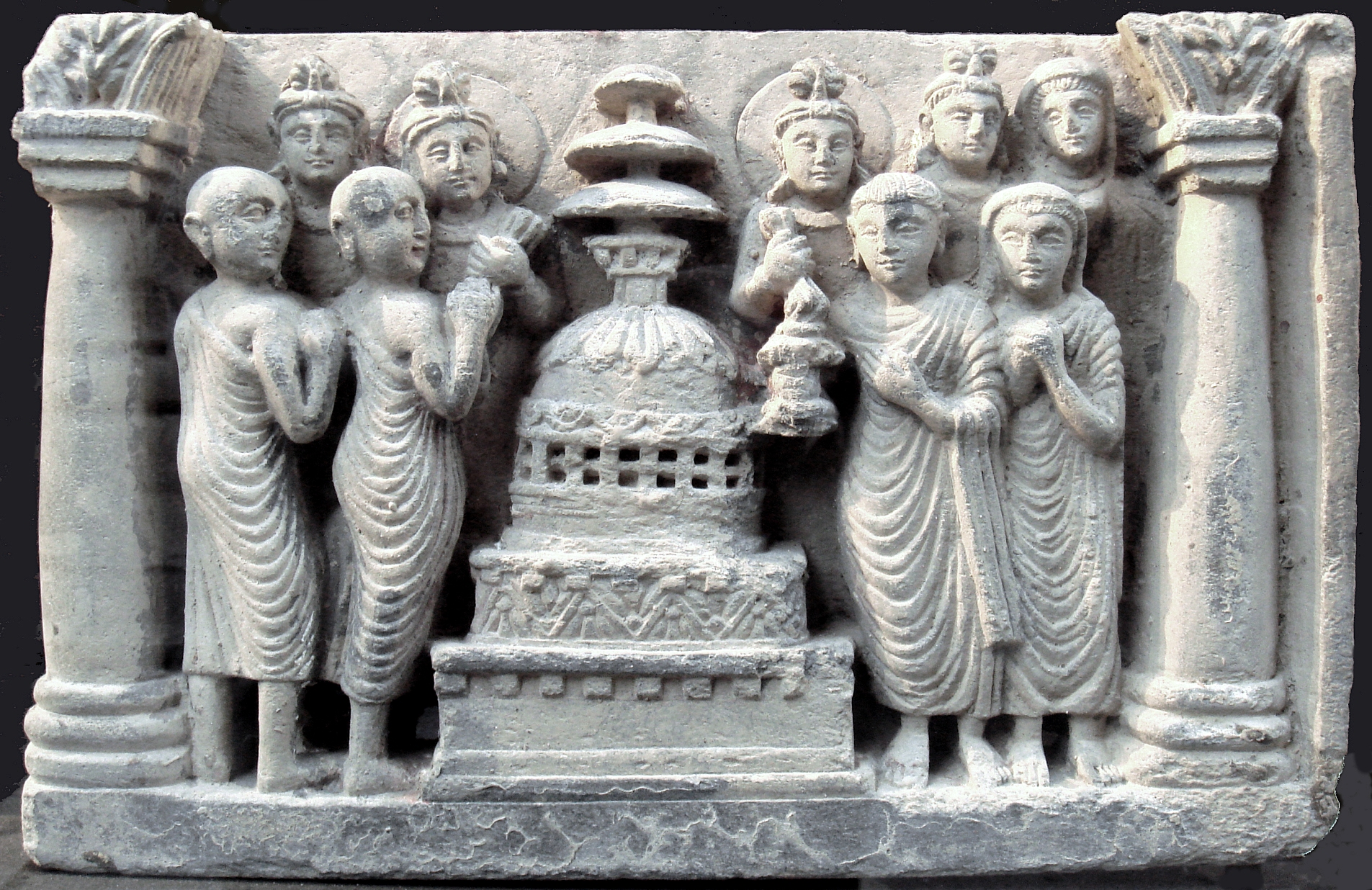
Devoti laici e monaci praticano la circumambulazione attorno a uno stūpa

Nel buddhismo la circumambulazione (sanscrito: pradakśiṇā, letteralmente "dare la destra" ovvero mostrare il lato onorevole del corpo all'oggetto di devozione; anche: parikrama, "il percorso attorno"; tibetano skor ba, pronuncia: korwa; cinese: 绕行 ràoxíng) avviene sempre seguendo il corso apparente del sole, ovvero dando la destra al centro del cerchio e procedendo da Est a Sud e da Ovest a Nord, cioè in senso orario.
La circumambulazione si compie sia per accumulare meriti, attorno a uno stūpa, un luogo sacro (come il monte Kailash o la città di Lhasa), un tempio (come il tempio Mahabodhi), sia per venerare una persona (come Gautama Buddha al tempo della sua vita), sia come pratica meditativa (ad esempio vipassanā o la meditazione camminata nel Buddhismo Chán). Infine può essere una forma di rispetto formale, quale il procedere in un tempio buddhista entrando dalla porta sinistra, procedere all'interno in senso orario e uscire dalla porta destra, ugualmente ai movimenti che si compiono all'interno di un dōjō zen.
Il praticante che compie la circumambulazione si trova nella posizione di attribuire valore di axis mundi al centro del suo percorso.

## Induismo
In India il rito viene genericamente denominato parikarama: se si esegue in senso orario è più specificamente detto pradakshina; quando si esegue in senso antiorario è detto prasavya.

## Islam
I fedeli di Allah compiono (in senso antiorario) sette giri di circumambulazione (ṭawāf, طواف) intorno alla pietra nera della Mecca, incastonata nella Kaʿba. In senso orario, invece, era praticato attorno alla Cupola della Roccia.

## Nella filosofia delle religioni
Si distinguono:
- circumambulatio apotropaica, con la funzione di chiudere in un cerchio sacro gli influssi maligni della persona o della cosa circondata;
- circumambulatio augurale, con la funzione di procurare, a chi pratica tale rito, fortuna e benefici.